# NGC 2433
NGC 2433 é um sistema estelar triplo na direção da constelação de Canis Minor. O objeto foi descoberto pelo astrônomo John Herschel em 1828, usando um telescópio refletor com abertura de 18,6 polegadas. 